# Geositta maritima
A Geositta maritima a madarak (Aves) osztályának verébalakúak (Passeriformes) rendjébe és a fazekasmadár-félék (Furnariidae) családjába tartozó faj.

## Rendszerezése
A fajt Alcide d’Orbigny francia természettudós és Frédéric de Lafresnaye francia ornitológus írta le 1837-ben, a Certhilauda nembe  Certhilauda maritima néven, innen helyezték jelenlegi nemébe.

## Előfordulása
Az Andok hegység Csendes-óceán felőli lejtőin, Chile és Peru területén honos. A természetes élőhelye szubtrópusi és  trópusi cserjések, kedveli a sziklás részeket.

## Megjelenése
Átlagos testhossza 13 centiméter, testtömege 16-17 gramm.

## Életmódja
Ízeltlábúakkal táplálkozik, de néha magvakat is fogyaszt.

## Természetvédelmi helyzete
Nagy az elterjedési területe, egyedszáma stabil. A Természetvédelmi Világszövetség Vörös listáján nem fenyegetett kategóriában szerepel a faj.

## Külső hivatkozások
- Képek az interneten a fajról
- Xeno-canto.org